# Penkimia nagalandensis
Penkimia nagalandensis är en orkidéart som beskrevs av Sandhyajyoti Phukan och Odyuo. Penkimia nagalandensis ingår i släktet Penkimia och familjen orkidéer. Inga underarter finns listade i Catalogue of Life.